# The Ultimate Aural Orgasm
The Ultimate Aural Orgasm ist das zwölfte Studioalbum der deutschen Techno-Band Scooter. Es wurde am 9. Februar 2007 auf Scooters Eigenlabel Sheffield Tunes veröffentlicht und enthält 12 Titel. Das Album belegte Platz 6 der deutschen Album-Charts, Platz 17 in Österreich und 66 in der Schweiz. Sogar in Schweden erreichte es Platz 30 und in Finnland Platz 25.
The Ultimate Aural Orgasm war das erste Album des Fourth Chapter, also das erste Album mit dem neuen Mitglied Michael Simon, der an Jürgen Froschs (Jay Frog) Stelle trat, nachdem dieser die Band 2006 verlassen hatte. Produziert und gemischt wurde das Album von Rick J. Jordan und Michael Simon, die Texte stammen von H. P. Baxxter oder von den jeweiligen gecoverten Songs.
Das Cover, welches einen Lautsprechermast mit sechs Lautsprechern zeigt, wurde von Marc Schilkowski gestaltet. Von Kritikern wurde bemängelt, dass es eindeutig an das Album Music for the Masses von Depeche Mode anlehnt.

## Trackliste
1. Horny in Jericho
2. Behind the Cow
3. Does the Fish Have Chips?
4. The United Vibe
5. Lass uns tanzen
6. U.F.O. Phenomena
7. Ratty’s Revenge
8. The Shit That Killed Elvis
9. Imaginary Battle
10. Scarborough Affair
11. East Sands Anthem
12. Love Is an Ocean

## Singles

### Behind the Cow
Die Single wurde am 19. Januar 2007 veröffentlicht und erreichte Platz 17 in Deutschland. In Finnland schaffte es die Single sogar auf Platz 3, in Österreich auf Platz 22, in der Schweiz auf Platz 78, in Schweden auf Platz 59 und in den Niederlanden auf Platz 54.
Behind the Cow war nach Maria (I Like It Loud) die zweite Single in der Scooter mit einem anderen Star kollaborierte, in diesem Fall war es Fatman Scoop, welcher in der dritten Strophe seinen Teil zu dem Lied beisteuerte.

#### Trackliste
1. Behind the Cow – Radio (3:36)
2. Behind the Cow – Extended (6:33)
3. Behind the Cow – (Spencer&Hill Big Room Mix) (6:32)
4. Behind the Cow – (Spencer&Hill Dub Radio Edit) (2:54)
5. Taj Mahal (4:08)

### Lass uns tanzen
Die Single erschien am 23. März 2007 und schaffte es in Deutschland auf Platz 19. In Finnland stieg Lass uns tanzen sogar bis auf Platz 10 und in Österreich auf Platz 41.

#### Trackliste
1. Lass uns tanzen – Radio Edit (3:42)
2. Lass uns tanzen – Alternative Club (5:21)
3. Lass uns tanzen – DJ Zany Remix (6:38)
4. Te quiero (6:24)
5. Lass uns tanzen – The Video (Night Version) (3:42) + Making of Photos